# Lannerfalke
Der Lanner oder Lannerfalke (Falco biarmicus) lebt in Afrika, auf der Arabischen Halbinsel, in Kleinasien sowie in Italien und auf dem Balkan. Er ist in Mitteleuropa nur als sehr seltener Gastvogel anzutreffen. Die in Belgien, der Schweiz, Deutschland und Polen beobachteten Individuen gelten alle als Gefangenschaftsflüchtlinge. Anerkannte Nachweise von Wildvögeln gibt es lediglich für Tschechien und die Slowakei. In der Jägersprache werden die  Männchen Lanneret genannt. Ein früherer deutscher Name war auch Feldeggsfalke.

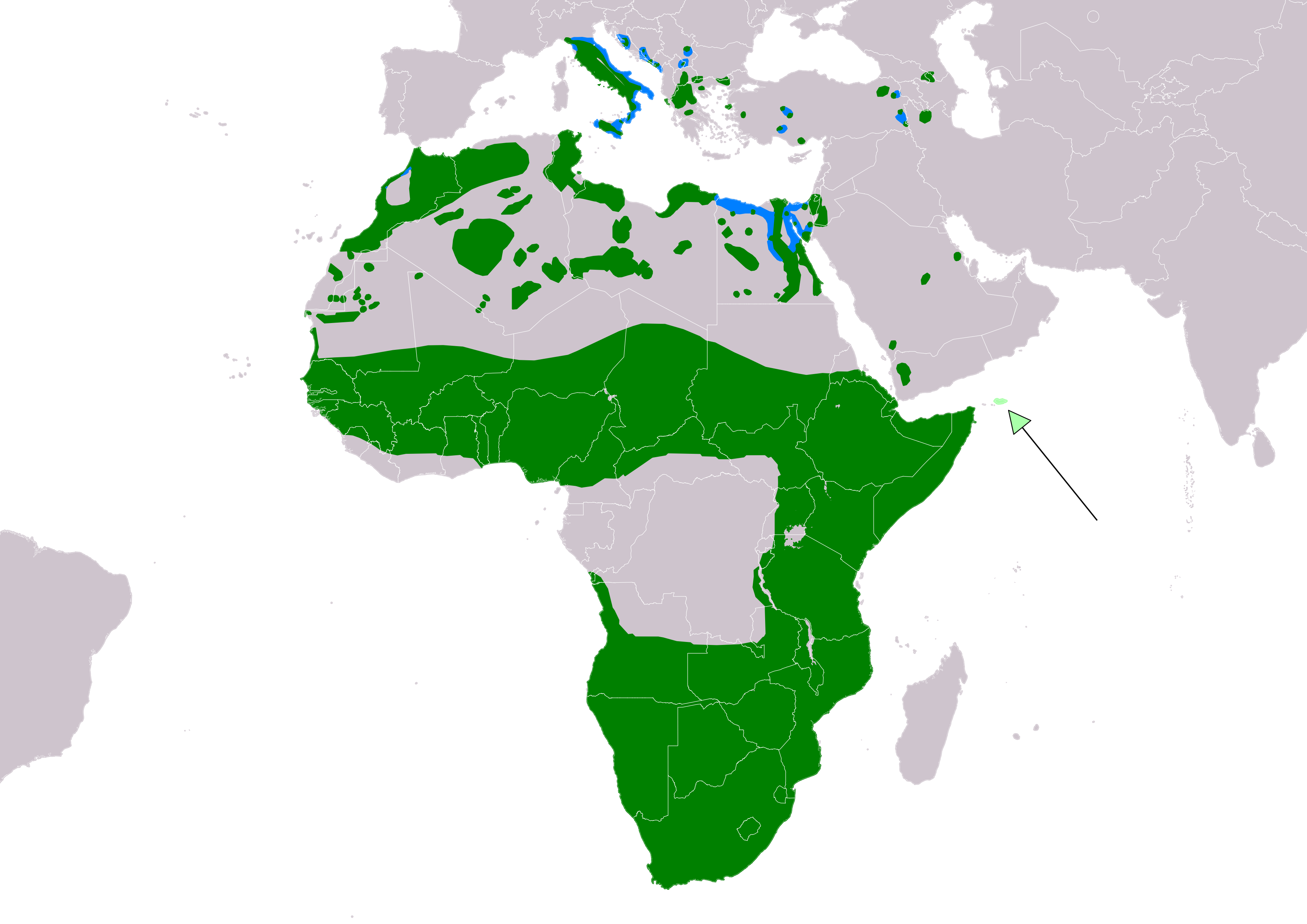
Verbreitung des Lannerfalken:
Ganzjähriges Vorkommen
Überwinterungsgebiete
Wahrscheinlich ganzjähriges Vorkommen

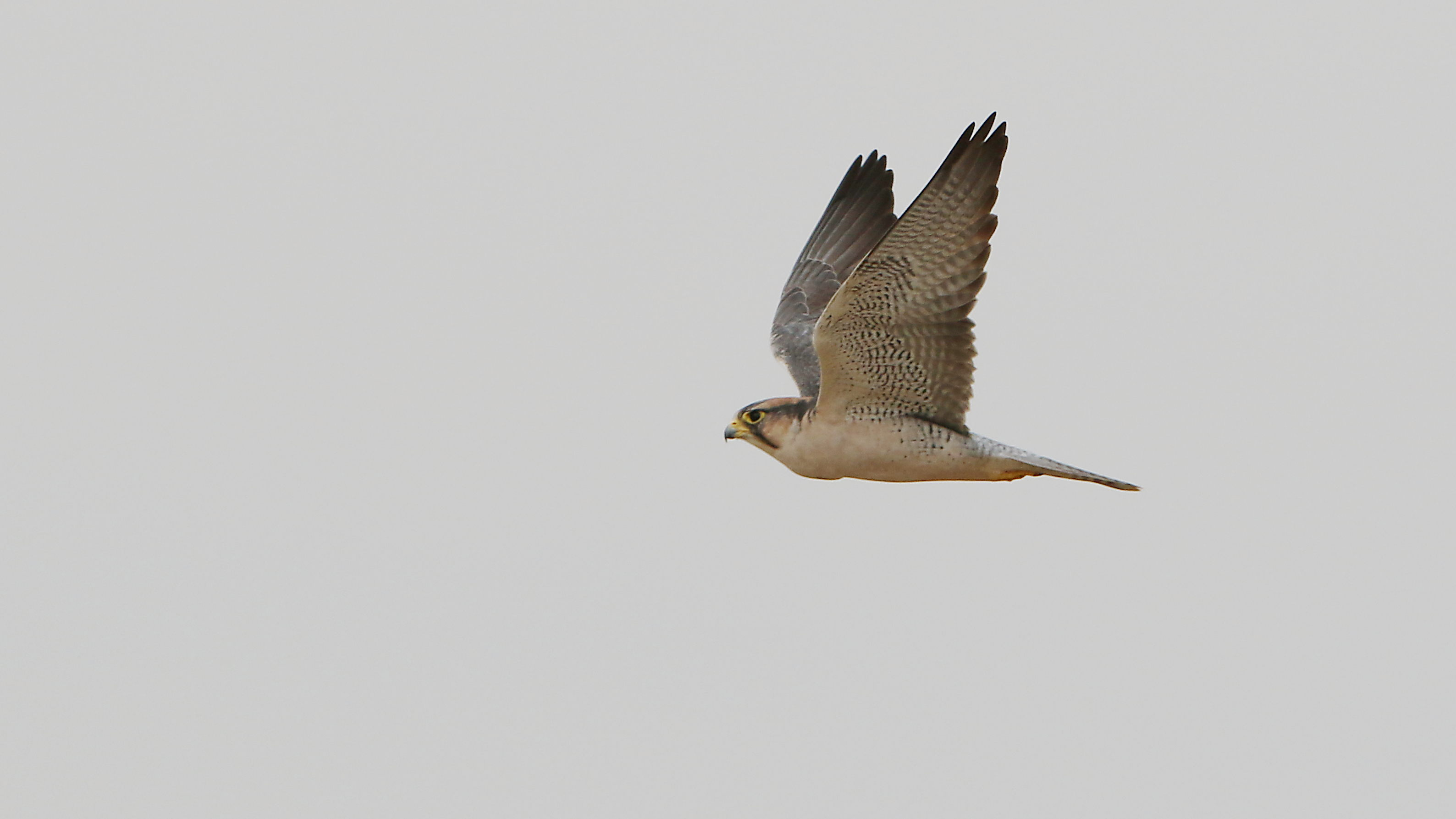
Lannerfalke im Flug in Südafrika

## Beschreibung
Vom Wanderfalken kann der Lanner durch die schlankere Gestalt und den schmaleren Schwanz sowie die niedrigere Flügelschlagfrequenz unterschieden werden. Er hat eine Spannweite von 100 cm (Männchen) bis 110 cm (Weibchen).
Der Lanner bevorzugt offenes Gelände wie Stein- und Halbwüsten, an die sich steilfelsige Berge anschließen. In den hohen Felsmassiven befinden sich die Brutplätze des Falken. Seltener lebt er an Küstenfelsen.
Die Partner eines Lannerpaares jagen vor allem in der Zeit der Jungenaufzucht oft gemeinsam in Kompaniejagd. Dabei scheuchen sie ihre Beute auf und versuchen abwechselnd, sie zu schlagen. Zu ihrem Speiseplan zählen Vögel wie Dohlen, Rötel- oder Turmfalken, Felsentauben oder Steinhühner, die in der Luft gegriffen werden. Lediglich in sehr nahrungsarmen Wüstengebieten werden Kaninchen, Ratten, Eidechsen oder Käfer am Boden erbeutet.
Ab März legt das Weibchen 3–4 Eier. In 32–35 Tagen werden die Eier vom Weibchen ausgebrütet, während das Männchen die Nahrung besorgt. Die Partner eines Paares bleiben das ganze Jahr über zusammen und verlassen auch ihr Revier nicht. Die Jungen streifen hingegen umher, bis sie sich verpaaren und irgendwann ein eigenes Revier gefunden haben.

## Brutplätze
Lannerfalken brüten an Felsen, auf Bäumen, auf dem Boden und an Bauwerken, vorwiegend jedoch an Felsen bzw. vereinzelt in Steinbrüchen. Dabei ist der Anteil von Felsbruten bei den verschiedenen Unterarten unterschiedlich: Die in Europa brütende Unterart feldeggii brütet fast ausschließlich in Felsen, bei der Unterart biarmicus in Südafrika sind es in der Ostkap Provinz 72 % und in Transvaal nur 57 %.  Die Falken brüten auch in Nestern anderer Vogelarten in Bäumen und an Freileitungsmasten, in der Sahara sind sogar Bruten am Erdboden dokumentiert. Auch menschliche Bauwerke werden als Brutplätze genutzt, bereits 1864 wurde erstmals ein Nest an der Mykerinos-Pyramide beschrieben. Auch weitere Bruten an weiteren Pyramiden und an anderen historischen Bauwerken in verschiedenen Ländern sind als Brutplatz bekannt. Sie brüten auch in den Städten Afrikas wie Kairo, Ouagadougou, Addis Abeba, Bulawayo, Chitungwiza, Harare, Pretoria, Johannesburg und Durban. Dabei kommen Bruten auch modernen Gebäuden vor, in Harare kam es zu Bruten in einem Nistkasten im zwölften Stockwerk eines Hochhauses.
Die vom Lannerfalken genutzten Nester werden meist von verschiedenen Krähenvögeln oder Greifvögeln gebaut, es sind aber auch Bruten in Nestern anderer Vogelarten nachgewiesen worden. In Europa brüten die Lannerfalken der Unterart feldeggii häufig in Nestern der Kolkraben, seltener in Horsten von Schmutzgeier, Adlerbussard, Habichtsadler und Steinadler. In Nordwestafrika nisten die Lanneralken der Unterart erlangeri häufig in Nestern des Kolkraben und des Wüstenraben. Die Unterart tanypterus brütet in Vorderasien und Nordostafrika selten in Horsten des Schwarzmilan und die Unterart abyssinicus südlich der Sahara selten in Nesten vom Schildraben. Die Unterart biarmicus im südlichen Afrika bis Kenia brütet häufig in Nestern von Geierraben und Klippenadlern, sowie deutlich seltener in Nestern von Schildrabe, Einfarb-Schlangenadler, Schwarzstorch und Gaukler.

## Bestand
Im 19. Jahrhundert kam es beim Lannerfalken zu starken Arealverlusten und er verschwand sowohl in Spanien als auch in Frankreich. Die Ursachen für diesen Arealverlust sind nicht hinreichend verstanden, klimatische Ursachen spielen wahrscheinlich eine ebenso große Rolle wie eine Verfolgung. In der ersten Hälfte des 20. Jahrhunderts war der Bestand stabil, nahm dann aber ab den 1950er Jahren stark ab. Dabei spielt neben dem Abschuss auch der Handel mit dieser Art eine Rolle.
Die IUCN schätzt die Gesamtpopulation auf 100.000 bis 1 Million Tiere und verzeichnet eine steigende Tendenz. Die Art gilt daher als „nicht gefährdet“. Der europäische Brutbestand beträgt nur 480 bis 900 Brutpaare. Davon kommen etwa 300 bis 600 Brutpaare in der Türkei vor. Etwa 100 bis 140 Brutpaare brüten in Italien.

## Interne Systematik

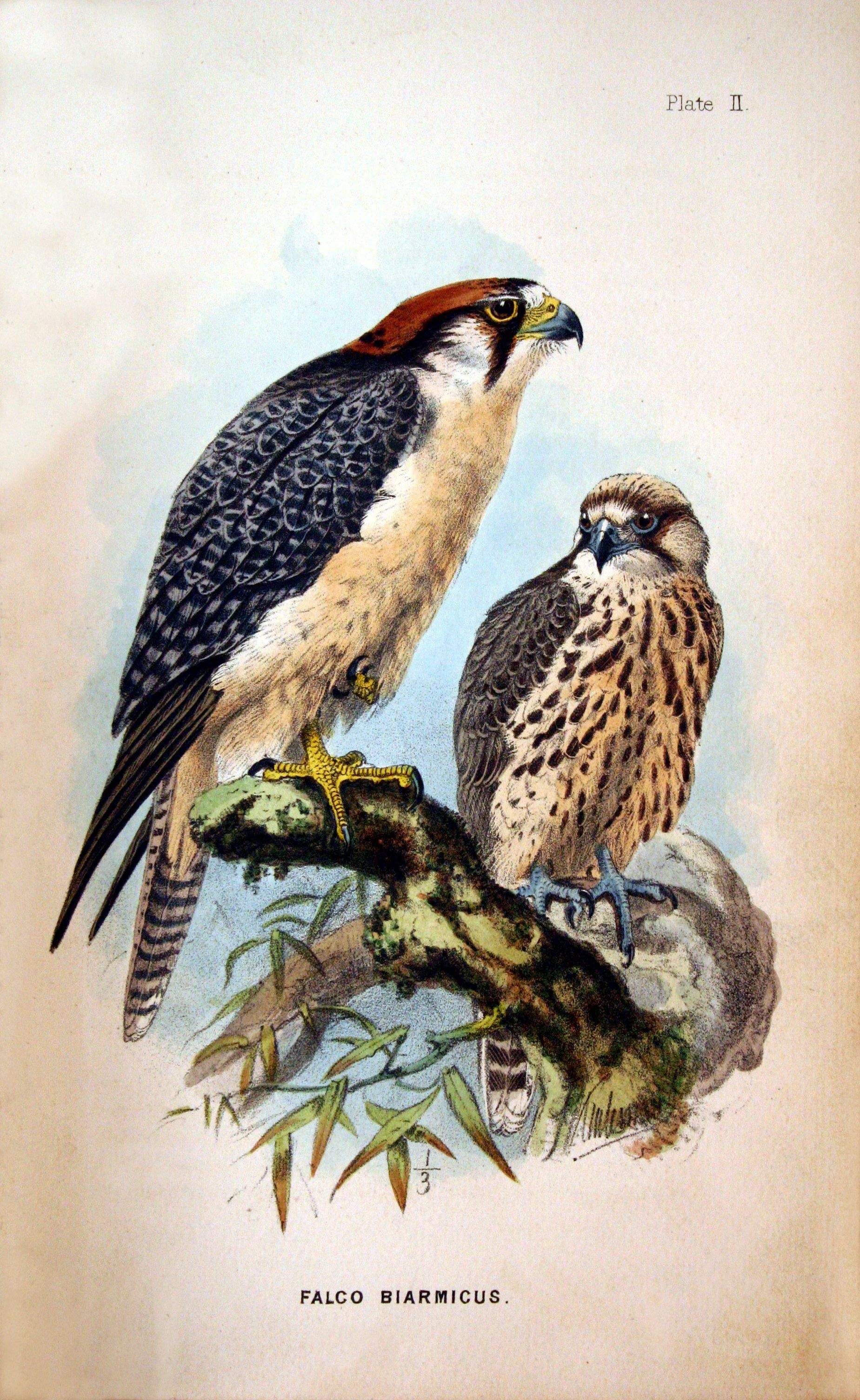
Lannerfalken der Unterart biarmicus; links Altvogel und rechts Jungvogel

Insgesamt werden beim Lannerfalken fünf Unterarten unterschieden:
- F. b. feldeggii: Italien, Balkan, Kleinasien.
- F. b. tanypterus: Vorderasien, Nordostafrika.
- F. b. erlangeri: Nordwestafrika.
- F. b. abyssinicus: Südlich der Sahara bis Norden von Kongo und Kenia
- F. b. biarmicus: Südliches Afrika ab Kenia

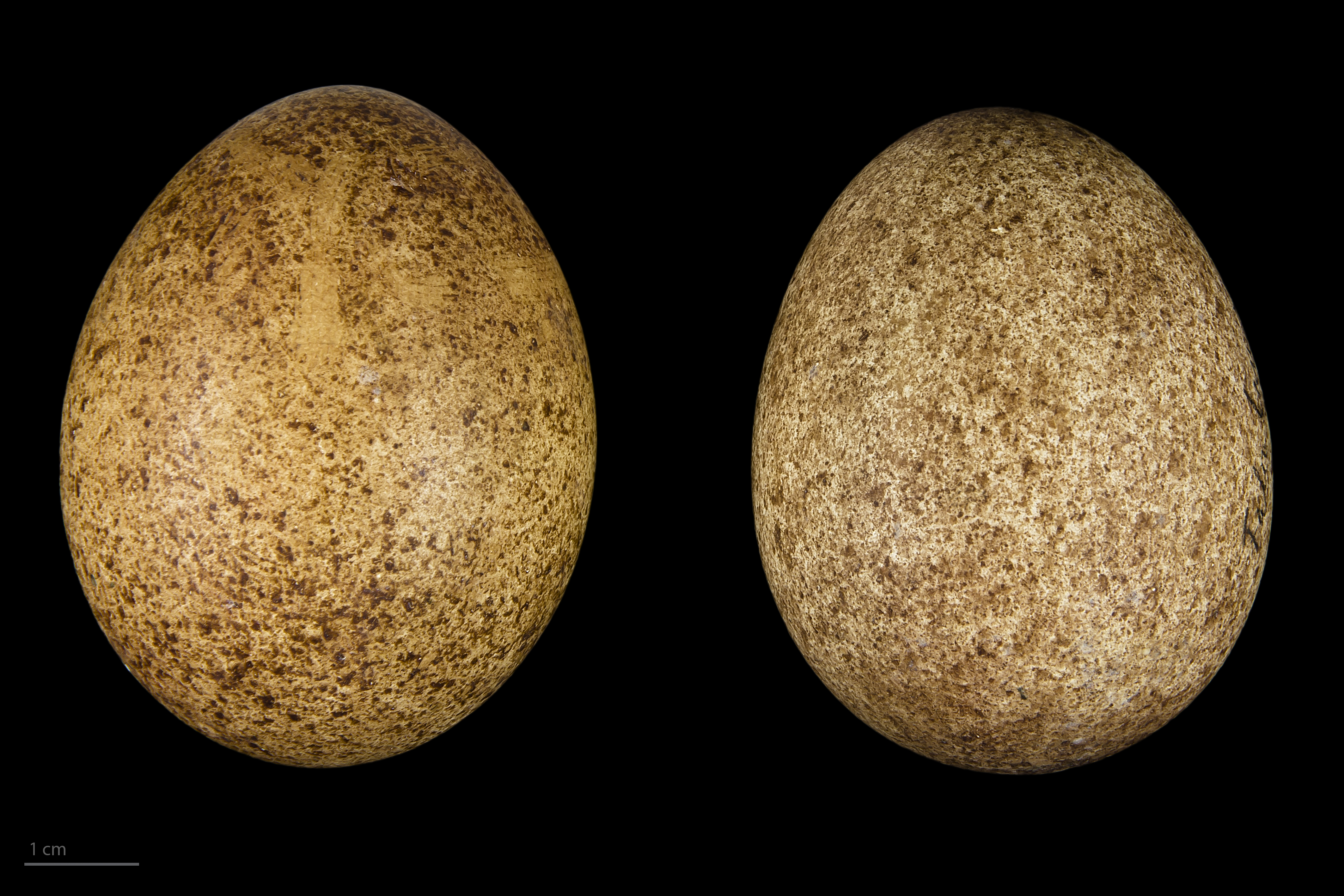
Ei der Unterart Falco biarmicus feldeggii im Museum von Toulouse

## Belege